# Laurent Itti
 (décembre 2023).
La mise en forme du texte ne suit pas les recommandations de Wikipédia : il faut le « wikifier ».
Les points d'amélioration suivants sont les cas les plus fréquents. Le détail des points à revoir est peut-être précisé sur la page de discussion.
- Les titres sont pré-formatés par le logiciel. Ils ne sont ni en capitales, ni en gras.
- Le texte ne doit pas être écrit en capitales (les noms de famille non plus), ni en gras, ni en italique, ni en « petit »…
- Le gras n'est utilisé que pour surligner le titre de l'article dans l'introduction, une seule fois.
- L'italique est rarement utilisé : mots en langue étrangère, titres d'œuvres, noms de bateaux, etc.
- Les citations ne sont pas en italique mais en corps de texte normal. Elles sont entourées par des guillemets français : « et ».
- Les listes à puces sont à éviter, des paragraphes rédigés étant largement préférés. Les tableaux sont à réserver à la présentation de données structurées (résultats, etc.).
- Les appels de note de bas de page (petits chiffres en exposant, introduits par l'outil «  Source ») sont à placer entre la fin de phrase et le point final[comme ça].
- Les liens internes (vers d'autres articles de Wikipédia) sont à choisir avec parcimonie. Créez des liens vers des articles approfondissant le sujet. Les termes génériques sans rapport avec le sujet sont à éviter, ainsi que les répétitions de liens vers un même terme.
- Les liens externes sont à placer uniquement dans une section « Liens externes », à la fin de l'article. Ces liens sont à choisir avec parcimonie suivant les règles définies. Si un lien sert de source à l'article, son insertion dans le texte est à faire par les notes de bas de page.
- La présentation des références doit suivre les conventions bibliographiques. Il est recommandé d'utiliser les modèles {{Ouvrage}}, {{Chapitre}}, {{Article}}, {{Lien web}} et/ou {{Bibliographie}}. Le mode d'édition visuel peut mettre en forme automatiquement les références.
- Insérer une infobox (cadre d'informations à droite) n'est pas obligatoire pour parachever la mise en page.

Pour une aide détaillée, merci de consulter Aide:Wikification.
Si vous pensez que ces points ont été résolus, vous pouvez retirer ce bandeau et améliorer la mise en forme d'un autre article.
 (janvier 2024).
 
Laurent Itti (né le 12 décembre 1970 à Tours, France) est un neuroscientifique informatique. 

## Biographie
Il obtient un master en traitement d'image de l'École nationale supérieure des télécommunications de Paris en 1994, et son doctorat en calcul et systèmes neuronaux de Caltech en 2000. Il est ensuite professeur agrégé d'informatique, de psychologie et de neurosciences à l'université de Californie du Sud, où il exerce depuis 2000.
En tant qu'étudiant au doctorat sous la tutelle de Christof Koch, Itti développe un modèle informatique qui simule les mécanismes cérébraux impliqués dans le déploiement de l'attention visuelle,. Ce soi-disant modèle de saillance est cité dans des milliers de publications évaluées par des pairs. L'implémentation logicielle de ce modèle fait partie de la boîte à outils iLab Neuromorphic Vision, qui est librement distribuée sous la licence publique générale GNU.
Itti est également très actif dans le développement d'applications de vision par ordinateur, notamment dans le contexte des véhicules autonomes (à la fois terrestres, et sous-marins) ainsi que dans la comparaison de simulations de modèles à des mesures empiriques basées sur un large spectre de techniques, notamment suivi oculaire, psychophysique, neuroimagerie et électrophysiologie.
Itti est crédité de l'auteur de plusieurs dizaines de publications évaluées par des pairs et de 3 brevets de traitement d'image. Il a également co-développé le progiciel Coregistration for Neuroimaging Systems , une suite d'outils de traitement d'images pour analyser les données de neuroimagerie, qui est couramment utilisée par plusieurs hôpitaux et laboratoires de recherche aux États-Unis et en Europe.

## Livres
- Neurobiologie de l'attention, Academic Press, (2005), (ISBN 0-12-375731-2)